# 서울교통공사 8000호대 전동차
서울교통공사 8000호대 전동차는 서울 지하철 8호선 개통과 함께 도입된 서울교통공사의 통근형 전동차로, 8000호대로 구분된다. 현재 총 6량 29개 편성(174량)이 운행하고 있다.

## 기술적 사양
1~2차 도입분 차량은 서울교통공사 7000호대 전동차의 1~2차분과 아예 동일한 차량이다.

### TGIS모니터 탑재
열차정보제어에는 TCMS를 사용하고 있으며, ATO를 사용한 1인 승무 구조로 돼 있다. 8호선 차량은 전 차량에 공중파 방식의 승강장 감시용 모니터를 추가로 장비하고 있다.

### 객실
2003년 2월 18일 대구 지하철 화재 참사를 계기로 강화된 철도차량의 내연기준에 따라 2004~2005년까지 전 차량의 내장재 리뉴얼을 완료하였다. 좌석은 무광택 스테인리스 재질로 변경되었으며, 단열재는 기존의 폼 소재에서 유리솜으로 객차간 통로의 차단막은 폴리염화비닐 수지에서 불연 고무 재질로 변경되었다. 객실 내장판은 기존의 FRP 수지에서 세라믹 도료를 덧씌운 금속 재질로 변경되었다. 그 외에도 화재 경보기와 객실 비상용 인터컴 등이 보강됐으며, 1차 도입분의 객실 유리창은 차량 노약자석을 제외하고 도입 당시의 상부 개폐식에서 통유리로 변경되었다.
이후 2010년에 전 차량에 대하여 안장 부분에 난연재 소재의 모켓 시트가 추가 설치되었으며, SMRT-MALL 사업의 일환으로 객실 내 LED 전광판이 LCD 모니터로 바뀌었다. 또한 방송장치가 통합 설정기로 교체되어 방송 음질이 다소 향상되었으며, 측면 LED 행선 표시기는 스크린도어의 설치로 보기 어렵게 된 사유로 한동안 작동시키지 않은 채 운행하다가 뒤이어 측면 행선 표시기를 제거한 후 그 자리에 2대 사업자의 와이파이 AP(SK텔레콤, KT, LG유플러스 등)를 설치, 운용하고 있다. 이 사업이 추진되면서 5~7회에 달하여 송출된 발차 경고음 '딩동' 소리의 타이밍 등이 대폭 수정되기도 하였다.

## 편성

### 8호선 6량 편성
|       | ◇◇              |                 | ◇◇              |                 |       |  |
| 81XX  | 82XX            | 84XX            | 86XX            | 87XX            | 80XX  |  |
| Tc    | M1'             | T               | M2'             | M1              | Tc    |  |
| ←별내 | ※XX는 편성 번호 | ※XX는 편성 번호 | ※XX는 편성 번호 | ※XX는 편성 번호 | 모란→ |  |

| 객차번호 | 설치된 전장품                        |
| -------- | ------------------------------------ |
| 81XX     | Tc(SIV, 축전지)                      |
| 82XX     | M1(펜터그래프, 주변환장치)           |
| 84XX     | T(무동력객차)                        |
| 86XX     | M2(펜터그래프,공기압축기,주변환장치) |
| 87XX     | M1(공기압축기, 주변환장치)           |
| 80XX     | Tc(SIV, 축전지)                      |

## 도입 역사

### 1차 도입분 (1995년12월 18일~1996년6월 30일)
- 모란차량사업소 소속: 801~815편성 (총 15개 편성)
- 제작사: 대우중공업(현.현대로템)
- 제어방식: VVVF-GTO(알스톰)

1996년 11월 23일에 8호선 잠실(송파구청)~모란 (남위례역 제외) 구간 개통과 함께 도입된 차량이다. 도입 당시엔 서울교통공사 5000호대 전동차 1~2차분, 서울교통공사 7000호대 전동차 1차분과 동일하게 전두부 도색이 일자형 연결이었으나 2차분이 도입될 때 전두부 도색이 2차분과 똑같은 곡선형으로 변경되었다. 전두부에만 도색에 하얀색 띠가 있으며 측면 도색은 하얀색 띠가 없고 창문이 2분할 형식이며 측면에 비드(외벽 주름)이 있는게 특징이다. 소자는 프랑스-영국 GEC-알스톰(Alstom)사 GTO 인버터가 장착되었다. 도입 당시엔 안내방송 톤이 타 차량에 비해 높았고 출발 시 딩동 소리가 울리지 않았으나 2012년에 방송이 개정되면서 딩동 소리가 3번 울리도록 변경되었다. 815편성은 2020년 5월경 차체 하부 균열로 인해 사용 불가능이 되자 구 712편성의 7212, 7712호와 조성을 변경하여 재운행 중이다.

### 2차 도입분 (1999년2월 4일~4월 18일)
- 모란차량사업소 소속: 816~820편성, 구 821~822편성 (총 5개 편성)
- 제작사: 한진중공업(현.현대로템)
- 제어방식: VVVF-IGBT(도시바)

1999년 7월 2일에 8호선 잠실(송파구청)~암사 구간 개통과 함께 도입된 차량이다. 1차분과 달리 도색에 하얀색 띠가 있고 창문이 일체형이며 측면에 비드(외벽 주름)이 없는 것이 특징이다. 차체가 스테인리스이면서 비드가 없는 차량은 서울지하철에선 이 열차가 최초이기도 하다. 소자는 일본 도시바(Toshiba)사의 IGBT 인버터가 장착되었다. 8호선 6량 7개 편성은 시운전을 거쳐 1999년 7월 2일 서울 지하철 8호선 전 구간 개통과 함께 영업운행에 투입했다. 도입 당시부터 2000년대 초반까지는 출발하면서 딩동 경고음이 7번 울렸으나 2012년 방송 개정을 통해서 1차분과 똑같이 출입문 폐문 시 딩동 경고음이 3번 울리도록 변경되었다.
도입 당시엔 총 7개 편성으로 821~822편성도 존재했으나 철산역 방화사건으로 인해 752편성의 3량이 전소됨에 따라 822편성의 8122호, 8222호, 8722호가 752편성의 7152, 7252, 7352호로 편입이 이루어졌다. 그리고 7호선의 열차 부족으로 인하여 821편성 전량과 822편성의 8422호(→7563호), 8622호(→7363호)(M'→M)를 재조합하여 763편성으로 만들어서 이적하였다. 그리고 남은 8022호는 인천교통공사 SR000호대 전동차의 목업으로 사용됐고 현재는 불에 탄 7152호와 조합하여 도봉차량사업소에서 안전체험열차로 사용되고 있다.

### 3차 도입분 (2023년6월 30일~2024년1월 29일)
- 모란차량사업소 소속: 821~829편성 (총 9개 편성)
- 제작사: 우진산전
- 제어방식: VVVF-IGBT(도시바 PMSM)

2024년 8월 10일에 8호선 별내~암사 구간 개통과 함께 도입됐다. 기술적 사양은 서울교통공사 4000호대 VVVF 전동차 5차분 차량(401~426편성), 서울교통공사 5000호대 전동차 중 4차분 차량(501~525편성), 서울교통공사 7000호대 전동차 중 5차분 차량(701~717편성), 부산교통공사 1000호대 전동차 2세대 중 4차분(112~124, 126~129, 132, 135~138, 140~141, 143~144편성)과 동일하나 그 두 열차와 다르게 전두부에도 도색이 추가되었다. 소자는 일본 도시바의 PMSM이 장착되어, 게이힌 급행 전철 1000형 전동차를 비롯한 큐슈여객철도 305계 전동차과 흡사한 구동음이다.

### 4차 도입분 (2025년~2027년예정)
- 모란차량사업소 소속: 801~815편성 (총 15개 편성)
- 제작사: 다원시스
- 제어방식: VVVF-IGBT(도시바 PMSM)

1995년 12월~1996년 6월에 도입된 1차분의 노후 차량(801~815편성) 교체용으로 제작될 차량이다. 추진제어장치는 서울교통공사 5000호대 전동차 중 5차분(526~576편성)차량 일본 도시바의 PMSM이 장착돼 서울교통공사 7000호대 전동차 중 차량 도봉산 옥정선, 청라연장분(인천교통공사 7호선 운영사업단 소속) 개통한다.

### 5차 도입분 (2027년예정)
- 모란차량사업소 소속: 816~820편성 (총 5개 편성)
- 제작사: 우진산전
- 제어방식: VVVF-IGBT(도시바 PMSM)

1999년 2월~4월에 도입된 2차분의 노후 차량(816~820편성) 교체용으로 제작될 차량이다. 3~4, 6~7호선 혼잡도 완화 증차분 38량 및 순수 증차분 100량과 함께 1, 3~4, 6~8호선 총 328량 통합발주하기로 결정났다.

## 배속
- 수도권 전철 8호선
  - 801~829편성: 모란차량사업소

### 현재 운행구간
● 수도권 전철 8호선: 별내~모란

## 현황

### 1~2차분
1차분(805~809편성)은 늦어도 2027년 3월 31일부터 운행중지 및 폐차될 예정이고 1차분(810~815편성)은 늦어도 2027년 5월 31일까지 운행중단 및 폐차될 예정이다. 그러나 801~804편성은 이르면 2026년 12월 31일부터 조기 폐차할 예정이다.
2차분(817~820편성)은 2028년 5월 21일 말부터 운행 중단 후 전량 폐차될 예정이다. 816편성은 이르면 2028년 4월 30일부터 운행이 중단될 예정이다.
| 차호        | 도입 시기 | 운행 중단 시기 | 비고 |
| ----------- | --------- | -------------- | --- |
| 801 편성    | 1995년    | 운행 중        | |
| 802 편성    | 1996년    | 운행 중        | 자전거 전용칸이 설치되었다. |
| 803 편성    | 1996년    | 운행 중        | |
| 804 편성    | 1996년    | 운행 중        | 자전거 전용칸이 설치되었다. |
| 805 편성    | 1996년    | 운행 중        | 자전거 전용칸이 설치되었다. |
| 806 편성    | 1996년    | 운행 중        | |
| 807 편성    | 1996년    | 운행 중        | |
| 808 편성    | 1996년    | 운행 중        | |
| 809 편성    | 1996년    | 운행 중        | |
| 810 편성    | 1996년    | 운행 중        | |
| 811 편성    | 1996년    | 운행 중        | |
| 812 편성    | 1996년    | 운행 중        | 8112호에 선로검측장치가 있다. |
| 813 편성    | 1996년    | 운행 중        | 8113호에 선로검측장치가 있다. |
| 814 편성    | 1996년    | 운행 중        | |
| 815 편성    | 1996년    | 운행 중        | 자전거 전용칸이 설치되었다. 815편성은 하부 균열로 인해 휴차되었으며 이후 구 712편성의 7212호와 7712호 객차를 연결하여 운행중이다. |
| 816 편성    | 1999년    | 운행 중        | 자전거 전용칸이 설치되었다. 815편성은 하부 균열로 인해 휴차되었으며 이후 구 712편성의 7212호와 7712호 객차를 연결하여 운행중이다. |
| 817 편성    | 1999년    | 운행 중        | |
| 818 편성    | 1999년    | 운행 중        | |
| 819 편성    | 1999년    | 운행 중        | |
| 820 편성    | 1999년    | 운행 중        | |
| 구 821 편성 | 1999년    | 2010년         | |
| 구 822 편성 | 1999년    | 2005년         | |

### 3~5차분
| 차호     | 도입 시기          | 운행 중단 시기 | 비고                        |
| -------- | ------------------ | -------------- | --------------------------- |
| 801 편성 | 2025년~2027년 예정 | 제작 예정      |                             |
| 802 편성 | 2025년~2027년 예정 | 제작 예정      |                             |
| 803 편성 | 2025년~2027년 예정 | 제작 예정      |                             |
| 804 편성 | 2025년~2027년 예정 | 제작 예정      |                             |
| 805 편성 | 2025년~2027년 예정 | 제작 예정      |                             |
| 806 편성 | 2025년~2027년 예정 | 제작 예정      |                             |
| 807 편성 | 2025년~2027년 예정 | 제작 예정      |                             |
| 808 편성 | 2025년~2027년 예정 | 제작 예정      |                             |
| 809 편성 | 2025년~2027년 예정 | 제작 예정      |                             |
| 810 편성 | 2025년~2027년 예정 | 제작 예정      |                             |
| 811 편성 | 2025년~2027년 예정 | 제작 예정      |                             |
| 812 편성 | 2025년~2027년 예정 | 제작 예정      |                             |
| 813 편성 | 2025년~2027년 예정 | 제작 예정      |                             |
| 814 편성 | 2025년~2027년 예정 | 제작 예정      |                             |
| 815 편성 | 2025년~2027년 예정 | 제작 예정      |                             |
| 816 편성 | 2027년 예정        | 제작 예정      |                             |
| 817 편성 | 2027년 예정        | 제작 예정      |                             |
| 818 편성 | 2027년 예정        | 제작 예정      |                             |
| 819 편성 | 2027년 예정        | 제작 예정      |                             |
| 820 편성 | 2027년 예정        | 제작 예정      |                             |
| 821 편성 | 2023년             | 운행 중        | 자전거 전용칸이 설치되었다. |
| 822 편성 | 2023년             | 운행 중        | 자전거 전용칸이 설치되었다. |
| 823 편성 | 2023년             | 운행 중        | 자전거 전용칸이 설치되었다. |
| 824 편성 | 2023년             | 운행 중        | 자전거 전용칸이 설치되었다. |
| 825 편성 | 2023년             | 운행 중        | 자전거 전용칸이 설치되었다. |
| 826 편성 | 2023년             | 운행 중        | 자전거 전용칸이 설치되었다. |
| 827 편성 | 2024년             | 운행 중        | 자전거 전용칸이 설치되었다. |
| 828 편성 | 2024년             | 운행 중        | 자전거 전용칸이 설치되었다. |
| 829 편성 | 2024년             | 운행 중        | 자전거 전용칸이 설치되었다. |

## 특이 사항

### 1차 도입분의 반입 루트
수도권 전철 8호선 1차 도입분 중 가장 처음으로 반입된 3개 편성(801~803편성)은 수도권 전철 5호선 1차 도입분 27개 편성의 도입 과정과 마찬가지로 수서역 종단부에 설치된 수직 반출구(현재 철거)를 통하여 대형크레인으로 전동차를 수직 인양한 후 중대로상에 임시 설치되어 지하로 이어진 선로를 통해 반입된 차량이다. 나머지 12개 편성(804~815편성)은 서울역, 신설동역, 까치산역 인근의 연결선 및 방이역과 가락시장역을 잇는 연결선을 통하여 도입이 이루어졌다.

### 7호선 방화 사건에 따른 차량 이적
2005년 1월 3일에 일어난 방화 사건으로 인하여 752편성의 8량 중 3량이 전소된 사건이 일어났다. 전소된 3량 중 Tc 차량은 천왕차량기지 열차 운행 체험·교육실로 활용되고, 2량은 도봉차량기지에 보존하였다. 752편성의 나머지 5량은 822편성에서 차출된 3량과 재편성되어 운행을 재개했다. 822편성에서 남은 3량 중 부수차량 2량과 821편성 6량은 2010년 763편성으로 재편성되어 763편성으로서 7호선에 차출·투입되었으며, 822편성에 남은 8022호는 인천교통공사 SR000호대 전동차 모형 차량으로 활용되기도 했다.

### 측면 안내 표시기 작동 중단
스크린도어 설치 이후 모든 측면 행선안내 표시기가 소등되었고, 서울교통공사 로고가 부착되었다.

### 자전거전용칸 개조
2009년 8호선 1~2차분 802, 804~805, 815~816편성은 열차 양끝 칸 맨 앞에 자전거 거치대 설치가 이루어졌다.

## 사진

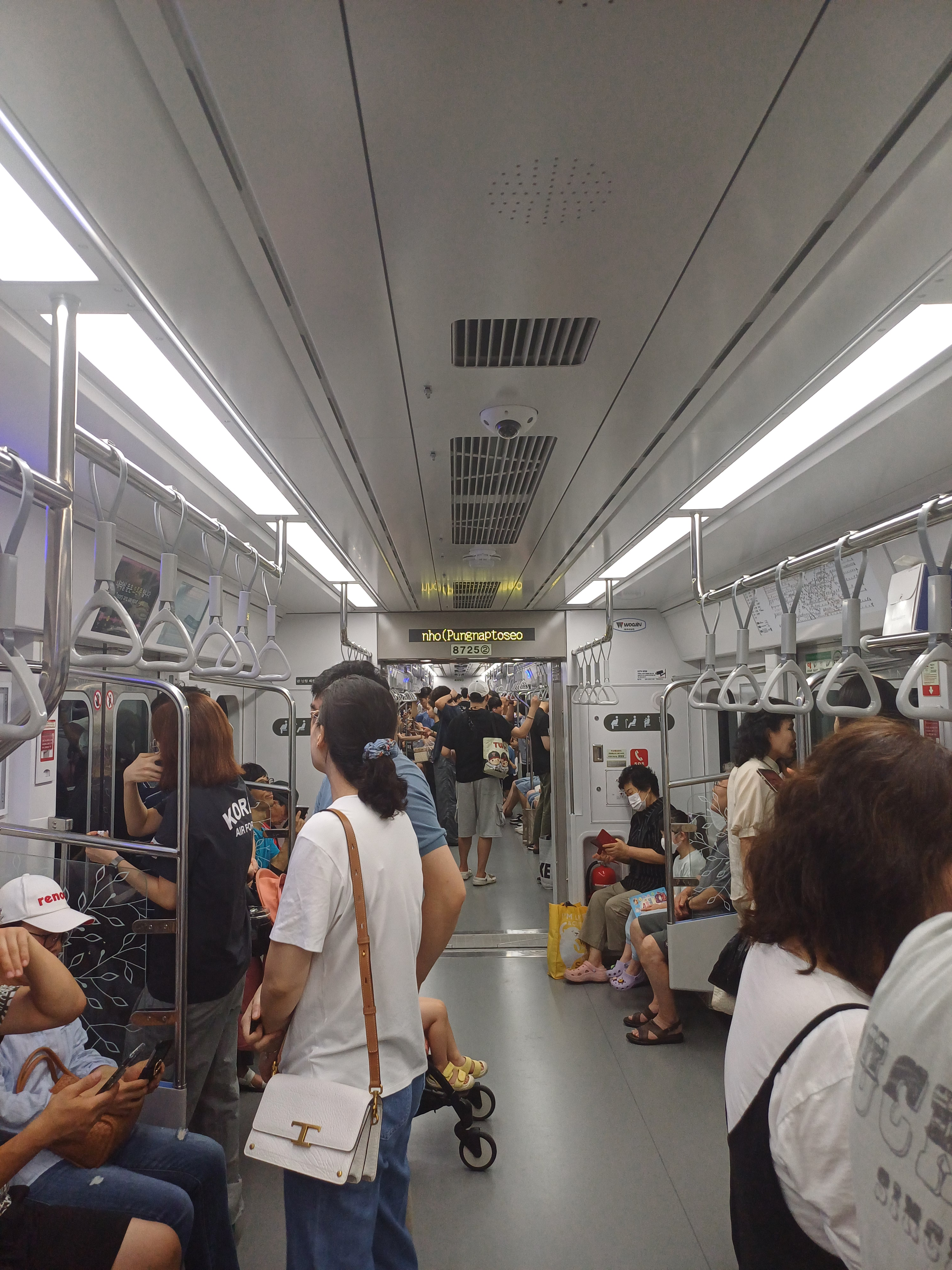
825편성 내부

## 같이 보기
- 서울교통공사
- 수도권 전철 8호선
- 서울교통공사 5000호대 전동차
- 서울교통공사 6000호대 전동차
- 서울교통공사 7000호대 전동차
- 인천교통공사 SR000호대 전동차
- 인천교통공사 7000호대 전동차